# Сорби, Генри Клифтон
Генри Клифтон Сорби (10 мая 1826 — 9 марта 1908) — британский естествоиспытатель, геолог и микроскопист. Его главным вкладом в науку стали методы по изучению железа и стали под микроскопом.

## Биография
Генри Клифтон Сорби родился 10 мая 1826 года в городе Шеффилде. Естественными науками увлёкся с раннего детства. Его первая научная работа была посвящена раскопкам долин в Йоркшире. Когда ему был 21 год, его отец умер, оставив значительное наследство, что позволило Сорби создать дома научную лабораторию. Впоследствии он занимался физических географией различных геологических периодов, изучал волновую структуру стратиграфических скал и условия образования кливажа (в частности, доказал, что причина его возникновения — давление).
Позже Сорби занялся исследованием скал и полезных ископаемых под микроскопом и издал в 1858 году сочинение On the Microscopical Structure of Crystals. В 1849 году он предложил изготавливать тонкие шлифы горных пород и минералов (впервые, 20 лет назад, данными исследованиями занимался Аносов Павел Петрович, о чем упомянул в своей книге "О булатах" в 1831 году), чтобы изучать их под микроскопом в проходящем свете. В 1858 году разработал термометрический метод, доказав, что по жидким включениям в минералах можно судить о температуре их образования. В 1863 году он первым в Англии использовал травление кислотой для изучения микроскопического строения железа и стали, определив точное количество углерода, которое необходимо стали для получения прочности.
В Англии он стал одним из пионеров в петрографии и в 1869 году был награждён Геологическим обществом Лондона медалью Волластона. Став президентом этого общества, он издал результаты собственных исследований в области структуры и происхождения известняков и неизвестковых стратифицированных скал (1879—1880). Ранее он стал президентом Королевского Микроскопического Общества. 
С 1859 года был членом Лондонского королевского общества, в 1874 году учёный был награждён Королевской медалью этого общества, а с 1878 по 1880 год занимал пост президента Лондонского королевского общества.
Сорби написал несколько научных работ о строительстве, изоморфизме, окраске минералов и использовании микро- и спектроскопии в исследованиях вещественного состава минералов и красителей животного и растительного происхождения, в более поздних работах касался таких вопросов, как микроскопическая структура железа и стали и температура воды в устьях рек. Он также занимался вопросом создания из беспозвоночных животных материалов для волшебных фонарей. В 1882 году он был избран президентом Пятого Колледжа в Шеффилде.
Генри Клифтон Сорби умер 9 марта 1908 года в родном городе.

## Награды
- Бейкеровская лекция (1863)
- Медаль Волластона (1869)
- Королевская медаль (1874)